# Gieorgij Siedow
Gieorgij Siedow (ur. 23 kwietnia?/5 maja 1877 w Kriwaja Kosa, zm. 20 lutego?/5 marca 1914 na Wyspie Rudolfa) – rosyjski badacz Arktyki.

## Życiorys
Urodził się w 1877 roku w wiosce Kriwaja Kosa (w pobliżu Taganrogu na terenie Obwodu Wojska Dońskiego) jako jedno z dziewięciorga dzieci rybaka. Do czternastego roku życia był analfabetą. W 1898 roku ukończył kursy nawigacji w Rostowie nad Donem, a w 1901 roku został absolwentem Morskiego Korpusu Kadeckiego w stopniu porucznika.
W latach 1902−1903 Siedow uczestniczył w wyprawie hydrograficznej na Ocean Arktyczny. W czasie wojny rosyjsko-japońskiej (1905) dowodził kutrem torpedowym. W roku 1909 poprowadził ekspedycję, która opisała ujście Kołymy, a rok później odkrył Zatokę Kriestowaja na Nowej Ziemi.
W 1910 roku ożenił się z Wierą Maj-Majewską.
W 1912 roku Siedow złożył propozycję ekspedycji na biegun północny, ale rząd rosyjski, pomimo początkowej pozytywnej reakcji i przeniesienia Siedowa do Marynarki Wojennej, odmówił finansowania i Siedow był zmuszony szukać sponsorów. W sierpniu 1912 roku Siedow na statku „Święty Męczennik Foka” opuścił Archangielsk, ale z powodu lodu musiał zimować na Nowej Ziemi. Ekspedycja dopiero w sierpniu następnego roku dotarła do Ziemi Franciszka Józefa, gdzie została ponownie zatrzymana przez lód. Postój miał miejsce w Zatoce Tichaja na Wyspie Hoockera.
2?/15 lutego 1914 chory na szkorbut Siedow wraz z Grigorijem Linnikiem i Aleksandrem Pustotnim wyruszyli na biegun północny w psich zaprzęgach. Siedow zmarł przed dotarciem do Wyspy Rudolfa; został na niej pochowany. W drodze powrotnej załoga Siedowa uratowała na Ziemi Franciszka Józefa dwóch członków wyprawy Gieorgija Brusiłowa – Waleriana Albanowa i marynarza, A. Konrada.
Na cześć Siedowa nazwano dwie zatoki i wzgórze na Nowej Ziemi, lodowiec i przylądek na Ziemi Franciszka Józefa, wyspę na Morzu Barentsa i zatokę na Antarktydzie. Jego imieniem nazwano także poniemiecki żaglowiec „Siedow” i lodołamacze „Gieorgij Siedow” (1909) i „Gieorgij Siedow” (1967).